# Летешин (Гомельская область)
Летешин (бел. Лецяшын) — деревня в Вышемирском сельсовете Речицкого района Гомельской области Белоруссии.

## География

### Расположение
В 42 км на юг от районного центра и железнодорожной станции Речица (на линии Гомель — Калинковичи), 92 км от Гомеля.

### Гидрография
На востоке, севере и западе мелиоративные каналы.

## Транспортная сеть
Транспортные связи по просёлочной, затем автомобильной дороге Хойники — Речица. Планировка состоит из короткой прямолинейной улицы, близкой к меридиональной ориентации и застроенной двусторонне, неплотно деревянными усадьбами.

## История
Основана в середине XIX века крестьянами соседних деревень, которые с помощью кредита крестьянского кредитного банка приобрели землю у помещика. В 1908 году в Холмечской волости Речицкого уезда Минской губернии. В 1931 году организован колхоз. Во время Великой Отечественной войны в июне 1943 года оккупанты полностью сожгли деревню и убили 8 жителей. 4 жителя погибли на фронте. Согласно переписи 1959 года в составе колхоза имени XXII съезда КПСС (центр — деревня Вышемир).

## Население

### Численность
- 2004 год — 7 хозяйств, 10 жителей.

### Динамика
- 1897 год — 3 двора, 19 жителей (согласно переписи).
- 1908 год — 26 жителей.
- 1930 год — 14 дворов, 65 жителей.
- 1940 год — 92 жителя.
- 1959 год — 121 житель (согласно переписи).
- 2004 год — 7 хозяйств, 10 жителей.